# Curling för herrar vid olympiska vinterspelen 2002
Detta är resultaten från herrarnas turnering i curling vid olympiska vinterspelen 2002. Matcherna spelades i The Ice Sheet Ogden, Utah i Salt Lake City. I första omgången mötte alla alla och de fyra bästa gick till semifinal.

## Medaljörer
| Spel   | Guld                                                                                 | Silver                                                                    | Brons                                                                                      |
| Herrar | Norge Pål Trulsen Lars Vågberg Flemming Davanger Bent Ånund Ramsfjell Torger Nergård | Kanada Kevin Martin Don Walchuk Carter Rycroft Don Bartlett Ken Tralnberg | Schweiz Andreas Schwaller Christof Schwaller Markus Eggler Damian Grichting Marco Ramstein |

## Grundomgång

### Sluttabell
| Land           | Skiper                 | Klubb           | Stad        | V | F |
| -------------- | ---------------------- | --------------- | ----------- | - | - |
| kanada         | Kevin Martin           | Ottewell CC     | Edmonton    | 8 | 1 |
| Norge          | Pål Trulsen            | Stabekk CC      | Oslo        | 7 | 2 |
| Schweiz        | Andreas Schwaller      | Biel-Touring CC | Biel        | 6 | 3 |
| Sverige        | Peja Lindholm          | Östersunds CK   | Östersund   | 6 | 3 |
| Finland        | Markku Uusipaavalniemi | Oulunkylä CC    | Helsingfors | 5 | 4 |
| Tyskland       | Sebastian Stock        | EC Oberstdorf   | Oberstdorf  | 4 | 5 |
| Danmark        | Ulrik Schmidt          | Hvidovre CC     | Hvidovre    | 3 | 6 |
| Storbritannien | Hammy McMillan         | Stranraer CC    | Stranraer   | 3 | 6 |
| USA            | Tim Somerville         | Superior CC     | Superior    | 3 | 6 |
| Frankrike      | Dominique Dupont-Roc   | Chamonix CC     | Chamonix    | 0 | 9 |

### Resultat
11 februari 
 09.00
- Finland 9-3 Danmark
- Tyskland 9-5 Frankrike
- USA 10-5 Sverige
- Kanada 6-4 Storbritannien

19.00
- Schweiz 5-4 Norge
- Kanada 8-3 USA
- Danmark 8-7 Frankrike (11)
- Tyskland 7-6 Finland

12 februari 
 14.00
- Sverige 7-2 Storbritannien
- Schweiz 10-6 Danmark
- Kanada 9-4 Finland
- Norge 9-2 Frankrike

13 februari 
 09.00
- Finland 6-5 Schweiz (11)
- Norge 7-6 Storbritannien (11)
- Tyskland 9-8 USA (11)
- Sverige 9-5 Danmark

19.00
- Storbritannien 7-6 Tyskland
- Kanada 8-1 Frankrike
- Schweiz 8-7 Sverige
- Norge 6-5 USA

14 februari 
 14.00
- USA 6-2 Schweiz
- Tyskland 7-6 Danmark (11)
- Finland 6-5 Frankrike (11)

15 februari 
 09.00
- USA 8-3 Frankrike
- Norge 9-4 Danmark
- Finland 6-4 Storbritannien
- Kanada 9-7 Tyskland

19.00
- Norge 6-5 Finland
- Kanada 7-2 Schweiz
- Sverige 9-6 Frankrike
- Danmark 6-5 Storbritannien

16 februari 
 14.00
- Schweiz 10-4 Great Britain
- Sverige 11-4 Finland
- Danmark 9-7 USA
- Norge 10-5 Tyskland

17 februari 
 09.00
- Sverige 5-4 Tyskland (11)
- Kanada 9-4 Norge
- Schweiz 7-3 Frankrike

19.00
- Storbritannien 7-3 Frankrike
- Finland 6-4 USA

18 februari 
 14.00
- Kanada 8-3 Danmark
- Schweiz 10-4 Tyskland
- Storbritannien 7-6 USA
- Norge 9-8 Sverige

## Finaler

### Semifinaler
20 februari 
 14.00
| Lag                | 1 | 2 | 3 | 4 | 5 | 6 | 7 | 8 | 9 | 10 | Totalt |
| Kanada (Martin)    | 3 | 0 | 0 | 1 | 0 | 1 | 0 | 1 | 0 | 0  | 6      |
| Sverige (Lindholm) | 0 | 2 | 0 | 0 | 1 | 0 | 1 | 0 | 0 | 0  | 4      |

| Lag                 | 1 | 2 | 3 | 4 | 5 | 6 | 7 | 8 | 9 | 10 | 11 | Totalt |
| Norge (Trulsen)     | 0 | 0 | 1 | 0 | 1 | 0 | 1 | 0 | 2 | 1  | 1  | 7      |
| Schweiz (Schwaller) | 0 | 1 | 0 | 3 | 0 | 1 | 0 | 1 | 0 | 0  | 0  | 6      |

### Bronsmatch
21 februari 
 09.00
| Lag                | 1 | 2 | 3 | 4 | 5 | 6 | 7 | 8 | 9 | 10 | Totalt |
| Sverige (Lindholm) | 0 | 0 | 2 | 0 | 1 | 0 | 0 | 0 | 0 | X  | 3      |
| Scwiez (Schwaller) | 1 | 2 | 0 | 1 | 0 | 0 | 2 | 1 | 0 | X  | 7      |

### Final
21 februari 
 14.30
| Lag             | 1 | 2 | 3 | 4 | 5 | 6 | 7 | 8 | 9 | 10 | Totalt |
| Kanada (Martin) | 0 | 0 | 0 | 0 | 2 | 1 | 0 | 2 | 0 | 0  | 5      |
| Norge (Trulsen) | 0 | 1 | 0 | 2 | 0 | 0 | 1 | 0 | 1 | 1  | 6      |